# Begonia incarnata
La begonia de hoja metálica (Begonia incarnata) es una especie de planta perenne perteneciente a la familia Begoniaceae. Es originaria de México.

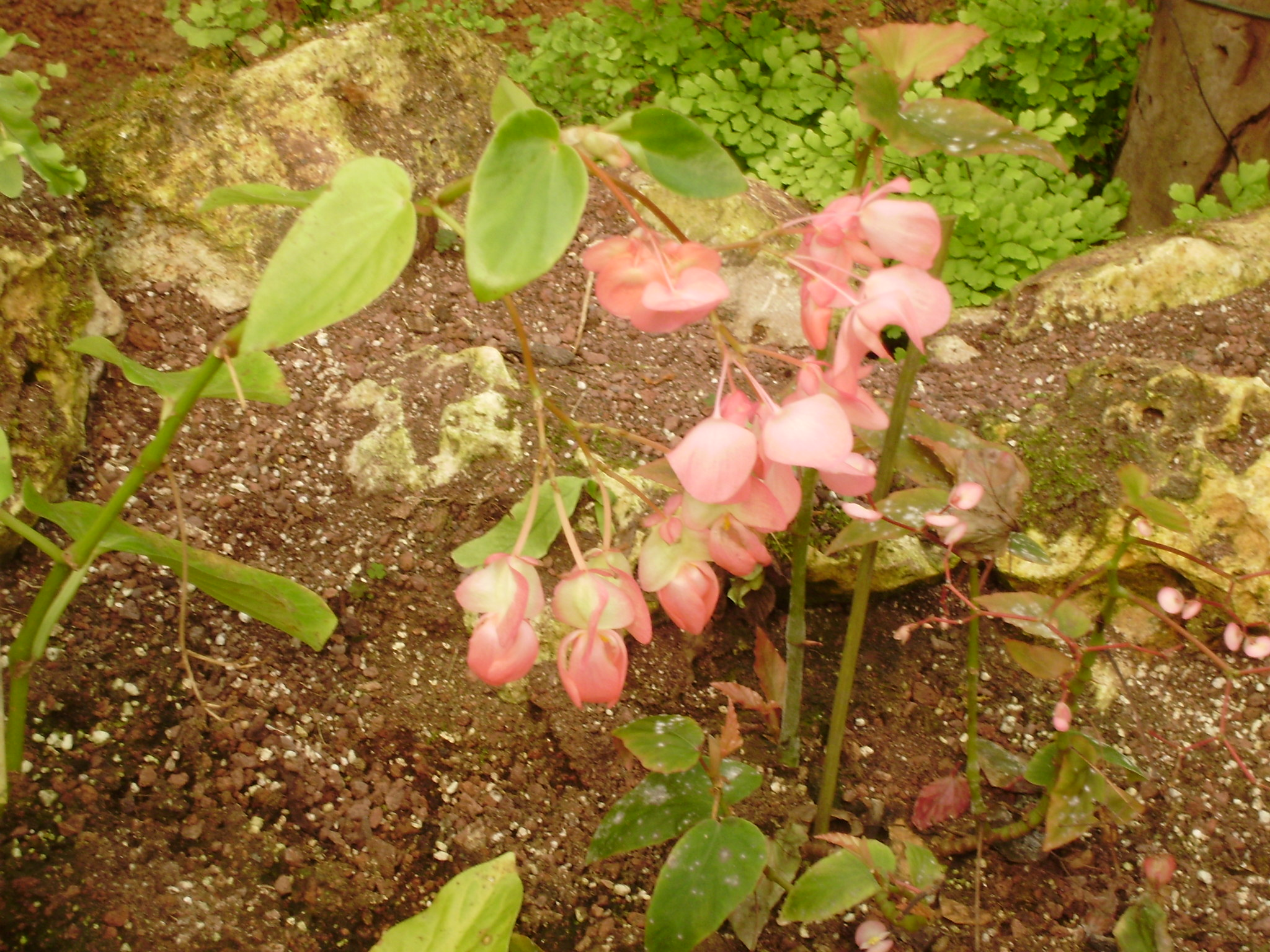
Detalle de la inflorescencia

## Descripción
Es una hierba de vida corta, de color rojizo que alcanza un tamaño de hasta 1 m de alto. El tallo bien desarrollado, ramificado, erecto, carnoso, sin pelillos. Las hojas son alternas, ovadas, de hasta 17.5 cm de largo y hasta 5 cm de ancho, puntiagudas, con el margen aserrado y con pelillos, la base asimétrica (uno de los lados formando un lóbulo que cubre la parte superior del pecíolo), la cara superior de color verde brillante y la inferior verde-rojiza. Los pecíolos delgados de aproximadamente 2.5 cm de largo. A veces pueden observarse las estípulas (junto a la base del pecíolo) angostamente ovadas, puntiagudas, de hasta 1 cm de largo, rojizas. Las inflorescencias con pocas flores pediceladas (pedicelos de hasta 2.9 cm de largo) se agrupan hacia el ápice de pedúnculos delgados (de hasta 7 cm de largo). Los pedúnculos y pedicelos sin pelillos. 
Las flores son unisexuales: las masculinas con 4 tépalos (llamados así porque no se diferencian sépalos de pétalos) de color rojo, los 2 externos casi circulares y de hasta 1.3 cm de largo, los 2 internos más cortos y angostos, elípticos, los estambres numerosos con los filamentos unidos hacia la base formando una columna, las anteras mucho más cortas que los filamentos; las flores femeninas con 5 tépalos oblongo-ovados, de hasta 8 mm de largo, ovario ínfero, estilos 3 unidos en la base. Las flores van acompañadas de brácteas caedizas, angostas, de hasta 8 mm de largo, puntiagudas. El fruto es una cápsula con 3 alas (una de ellas más grande).

## Distribución y hábitat
Se encuentra en bosques de altitudes medianas y altas y vegetación secundaria, en sitios húmedos y sobre suelos someros con cal en México en San Luis Potosí, Hidalgo, Puebla, Querétaro y Veracruz.

## Taxonomía
Begonia incarnata fue descrita por Link & Otto y publicado en Icones plantarum selectarum 37, pl. 19. 1829.
Etimología
Begonia: nombre genérico, acuñado por Charles Plumier, un referente francés en botánica, honra a Michel Bégon, un gobernador de la excolonia francesa de Haití, y fue adoptado por Linneo.
incarnata: epíteto latino que significa "de color rosa".
Sinonimia
- Begonia aucubifolia Klotzsch
- Begonia ciliata Steud.
- Begonia incarnata var. gracilis Maund
- Begonia incarnata var. papillosa A.DC.
- Begonia insignis Graham
- Begonia martiana Schltdl.
- Begonia metallica W.G.Sm.
- Begonia papillosa Graham
- Begonia subpeltata Regel
- Knesebeckia aucubifolia Klotzsch
- Knesebeckia incarnata (Link & Otto) Klotzsch
- Knesebeckia papillosa (Graham) Klotzsch[5]

Híbridos
- Begonia × deuringeri Chev.
- Begonia × lapeyrousei Van Houtte
- Begonia × margaritae W.G.Sm.
- Begonia × phyllomaniaca Mart.
- Begonia × pseudophyllomaniaca A.E.Lange